# The Bisexual
The Bisexual è una serie televisiva creata da Desiree Akhavan e Rowan Riley e interpretata da Akhavan, Maxine Peake e Brian Gleeson. La serie, una coproduzione tra la rete televisiva britannica Channel 4 e il servizio di streaming Hulu, ha esordito il 10 ottobre 2018 nel Regno Unito e il 16 novembre 2018 negli Stati Uniti.